# Manchester (Míchigan)
Manchester es una villa ubicada en el condado de Washtenaw en el estado estadounidense de Míchigan. En el Censo de 2010 tenía una población de 2091 habitantes y una densidad poblacional de 360,26 personas por km².

## Geografía
Manchester se encuentra ubicada en las coordenadas 42°8′54″N 84°2′5″O / 42.14833, -84.03472. Según la Oficina del Censo de los Estados Unidos, Manchester tiene una superficie total de 5.8 km², de la cual 5.49 km² corresponden a tierra firme y (5.4%) 0.31 km² es agua.

## Demografía
Según el censo de 2010, había 2091 personas residiendo en Mánchester. La densidad de población era de 360,26 hab./km². De los 2091 habitantes, Manchester estaba compuesto por el 98.23% blancos, el 0.29% eran afroamericanos, el 0.19% eran amerindios, el 0.33% eran asiáticos, el 0% eran isleños del Pacífico, el 0.14% eran de otras razas y el 0.81% pertenecían a dos o más razas. Del total de la población el 1.63% eran hispanos o latinos de cualquier raza.